# Sjosjenq II
Heqacheperre Sjosjenq II was een Egyptisch farao van de 22e dynastie. Hij is de enige heerser van deze dynastie van wie het graf niet geroofd werd door plunderaars. Zijn laatste rustplaats werd ontdekt in een kamer in de graftombe van Psusennes I in Tanis, door Pierre Montet in 1939. Montet opende de sarcofaag op 20 maart 1939 in aanwezigheid van de toenmalige koning, Faroek van Egypte. De zilveren sarcofaag bevatte vele met edelstenen gezette armbanden en pectoralen; de overledene droeg een gouden dodenmasker. Sjosjenq II's eerste naam betekent "Sjosjenq, geliefd door Amon", zijn tweede naam "De manifestatie van Re regeert, gekozen door Re".

## Sjosjenq II's raadselachtige identiteit
Het is ook wel mogelijk dat Sjosjenq II de zoon was van Sjosjenq I. De naam 'Sjosjenq I' wordt genoemd op twee armbanden die gevonden zijn in de graftombe van Sjosjenq II. Tevens bevat een van de pectoralen een inscriptie met als titel 'Grote Leider van de Ma Sjosjen', een titel die Sjosjenq I verkreeg onder Psoesennes II, voordat hij koning werd. Deze voorwerpen kunnen of als bewijs aangevoerd worden dat er een familiale band bestaat tussen de twee mannen, of louter als archeologisch erfgoed.

## Biografie
Sjosjenq II was de stiefbroer van Takelot I. In 924 werd hij door zijn vader tot Hogepriester van Amon te Thebe benoemd. Kort voor zijn dood werd hij benoemd tot co-regent in de regering van zijn vader. In zijn koningsnaam kreeg hij alle titels mee: de koning van Opper-Egypte en Neder-Egypte. Sjosjenq II overleed eerder dan verwacht en hij werd opgevolgd door zijn stiefbroer Takelot I.

## Overlijden en begrafenis
Uit pathologisch onderzoek van Sjosjenq II's mummie, dat uitgevoerd werd door Douglas Derry, is gebleken dat hij is overleden aan de gevolgen van een grote infectie aan een hoofdwond. Het is met zekerheid vast te stellen dat de uiteindelijke rustplaats van Sjosjenq II een herbegraafplaats was: zijn sarcofaag bevond zich immers in de tombe van een andere koning, Psoesennes I van de 21ste Dynastie. Onderzoekers hebben bewijs voor plantengroei op de bodem van Sjosjenq II's kist gevonden, waaruit kan worden afgeleid dat de originele kist waterschade heeft opgelopen, en men snel een nieuwe begraafplaats heeft moeten zoeken: in de tombe van Psoesennes I.

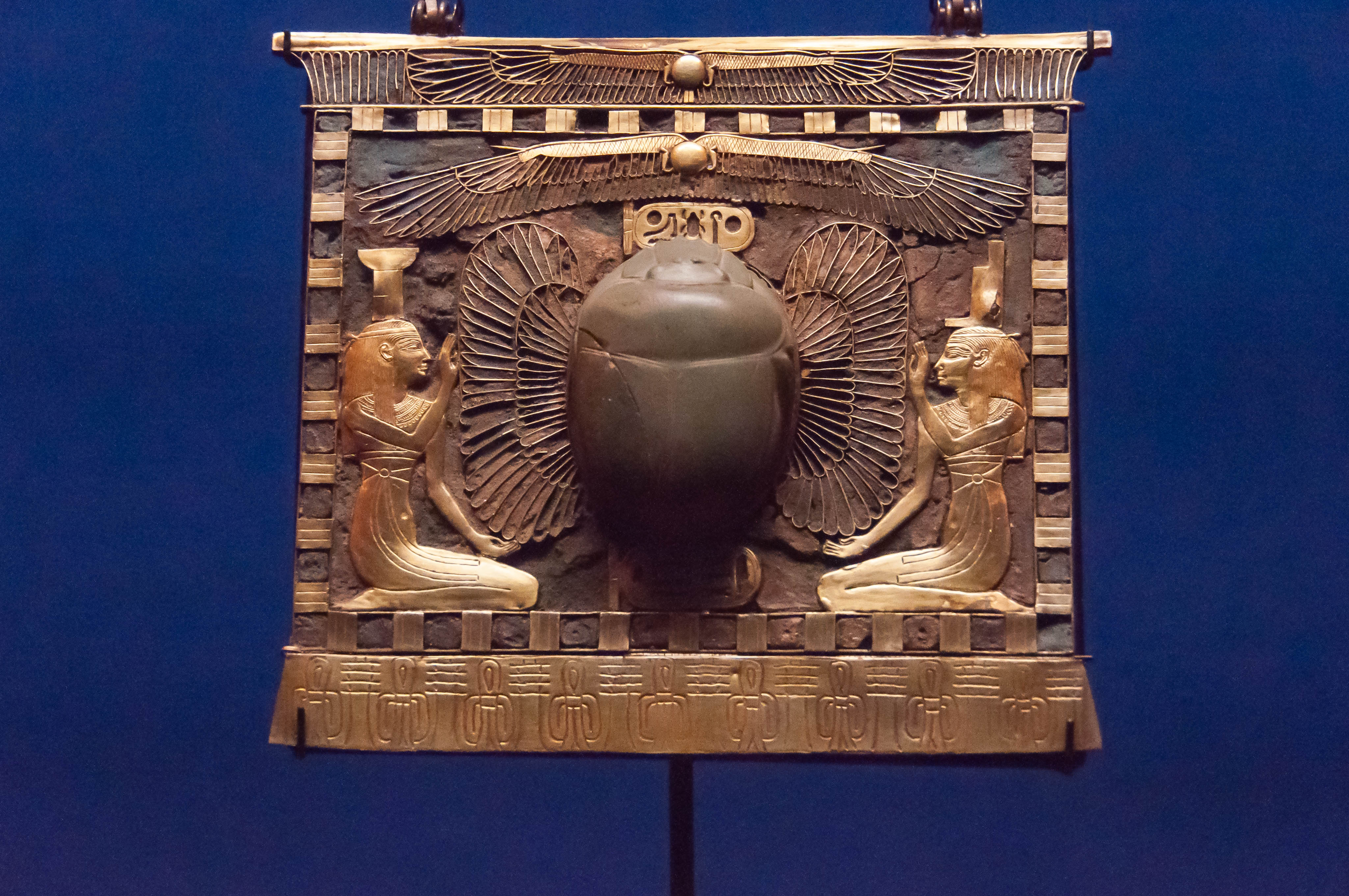
Pectoraal (borstjuweel) van Heqacheperra-setepenra Sjosjenq
(2018), Monaco